# Sólstafir
Sólstafir (Соульставір) — ісландський гурт, що виник 1995 року. Спершу вони виконували музику у стилі  блек-метал, згодом вони перейшли у жанр пост-метал. Назва ісландською означає «присмеркові промені».

## Учасники
Теперішні
- Свавар Аустманн (Svavar «Svabbi» Austmann) — бас-гітара
- Ґудмундур Оулі Паульмасон (Guðmundur Óli Pálmason) — ударні
- Сайтоур Маріус Сайтоурссон (Sæþór Maríus «Pjúddi» Sæþórsson) — гітара
- Адальбйорн Тріґґвасон (Aðalbjörn «Addi» Tryggvason) — гітара, спів

Колишні
- Гатльдоур Ейнарссон (Halldór Einarsson) — бас-гітара
- Сіндре В. Аарсбоґ (Sindre W. Aarsbog) — запрошений вокаліст
- Кола Крауце (Kola Krauze) — запрошений вокаліст

## Дискографія

### Студійні альбоми
- Í Blóði og Anda (2002)
- Masterpiece of Bitterness (2005) (Spinefarm Records)
- Köld (2009) (Spikefarm Records)
- Svartir Sandar (2011) (Season of Mist)
- Ótta (2014) (Season of Mist)
- Berdreyminn (2017) (Season of Mist)
- Endless Twilight of Codependent Love (2020)
- Hin Helga Kvöl (2024)

### Мініальбоми
- Til Valhallar (EP) (1996)
- Black Death (EP) (2002)

### Демо-альбоми
- Í Norðri (1995)
- Black Death (2002)
- Promo 2004 (2004)

### Сингли
- Ótta (2014)